# Гутко-Ожинка
Гутко-Ожинка (укр. Гутко-Ожинка) — село,
Жиховский сельский совет,
Середино-Будский район,
Сумская область,
Украина.
Код КОАТУУ — 5924481302. Население по переписи 2001 года составляло 92 человека.

## Географическое положение
Село Гутко-Ожинка находится на правом берегу реки Свига,
выше по течению на расстоянии в 3,5 км расположено село Красичка,
ниже по течению на расстоянии в 5 км расположено село Рудня,
на противоположном берегу — село Жихово.
На реке большая запруда.
Рядом проходит железная дорога, станция Победа в 1,5 км.

## История
По утверждению А.М. Лазаревского, Гутко-Ожинка была «поселена Заруцкими в первой половине XVIII в.». Вадим Львович Модзалевский придерживался другой точки зрения и считал, что она была основана после 1724 года вдовой стародубского полкового хорунжего Ивана Юркевича – Зиновией Панасовной Юркевич и её сыновьями.
В доказательство этого он ссылался на жалобу Андрея Афанасьевича Заруцкого в Генеральную войсковую канцелярию от 27 июля 1724 года, в которой тот жаловался на незаконные действия Зиновии Юркевич: «сего лета новгородская жителька, именуемая Юркевичка, с сынами своими на урочище Ожинки заняла гуту и пущу мою палит и пустошит» и просил провести по его жалобе следствие. Генеральная войсковая канцелярия удовлетворила его просьбу и в августе 1724 года направила на место конфликта бунчукового товарища Пахома Пекалицого и товарища Стародубского полка Демьяна Нестеровича, которые по приезде в урочище Ожинки обнаружили рядом с рекой Свигой «новопостроенную гуту Юркевичевой, в которой уже проводились работы».
В связи с этим они начали следствие, в ходе которого составили карту местности с обозначением местонахождения гуты, опросили свидетелей со стороны Андрея Заруцкого и Зиновии Юркевич, осмотрели представленные ими документы и установили, что урочище Ожинки принадлежало на основании царской грамоты от 13 ноября 1708 года новгород-северскому протопопу Афанасию Алексеевичу Заруцкому, а после его смерти перешло в 1723 году по наследству к его сыну Андрею Афанасьевичу Заруцкому. Однако, несмотря на это, они решения в его пользу не вынесли.
На момент проведения указанного следствия никакого поселения вблизи гуты ещё не было. Оно возникло немного позже и впервые упоминалось под названием Гута в «Дневнике генерального хорунжего Николая Ханенко», который 11 июня 1733 года побывал на принадлежащей Юркевичам гуте, а 13 июня того же года получил от одного из её владельцев – Пантелеймона Ивановича Юркевича – «шкла штук разных числом 23, да кубок стеклянный».
В 1764 году Гутко-Ожинка находилась во владении Юркевичей и числилась за Николаем Ивановичем Юркевичем, который, с его слов, лично поселил её «на собственной земле и владел ею более сорока лет». Своею считали Гутко-Ожинку и войсковые товарищи Фёдор Григорьевич Псиол и Яков Игнатьевич Томиловский, наследники Андрея Афанасьевича Заруцкого, умершего 12 февраля 1733 года. Спор между ними за обладание спорным населённым пунктом длился много лет и был разрешён только после проведения ревизии 1764 года, когда Погарский поветовый подкоморский суд отобрал Гутко-Ожинку у Юркевичей и передал её во владение Ф.Г. Псиолу и Я.И. Томиловскому.
На момент проведения Румянцевской описи Малороссии 1765–1768 гг. в Гутко-Ожинке числилось 9 дворов и 13 хат, из которых войсковому товарищу Ф.Г. Псиолу принадлежало 5 дворов и 6 бездворных хат, а войсковому товарищу Я.И. Томиловскому – 4 двора и 7 бездворных хат, а на момент описания Новгород-Северского наместничества 1779–1781 гг. – 34 двора и 35 хат, из которых бунчуковому товарищу Ф.Г. Псиолу принадлежал 21 двор и 21 хата, а бунчуковому товарищу Я.И. Томиловскому – 13 дворов и 14 хат. В указанное время в селе проживали 35 обывателей со своими семьями, которые земледелием занимались мало из-за недостатка пахотной земли, а прибыль свою имели от винокурения и занятия бондарным и колёсным промыслами. Стекольного завода в селе к тому времени уже не было. Вероятно, он был закрыт после того, как Гутко-Ожинку отобрали у Юркевичей и передали Псиолу и Томиловскому.
После смерти Ф.Г. Псиола, наступившей до 1799 года, принадлежавшие ему владения в Гутко-Ожинке достались его сыну штабс-капитану Степану Фёдоровичу Псиолу (1780 – после 1833), земскому комиссару (1809) и подкоморию Новгород-Северского уезда (1832), а от него перешли к его дочери Марии Степановне Шотт (? – 16.10.1909), которая была замужем за Петром Даниловичем Шотт (1821–1870), действительным статским советником, служившим управляющим государственными имуществами в Таврической губернии.
Что касается владений Я.И. Томиловского, то после его смерти, наступившей до 1782 года, они остались во владении его жены Анастасии Ивановны Скорупы (1757 – ?), а от неё перешли к её сыну капитану Алексею Яковлевичу Томиловскому (1771 – ?), который служил Рязанским губернским прокурором и обер-секретарём Правящего Сената. После смерти Алексея Яковлевича принадлежавшие ему владения в Гутко-Ожинке достались его сыну, предводителю дворянства Новгород-Северского уезда (1854–1855) Александру Алексеевичу Томиловскому (1816–1855), а от него перешли к его жене Александре Николаевне Томиловской (урождённой Паниной)158 и детям – В.А. Томиловскому, А.А. Томиловскому, М.А. Томиловской, Е.А. Томиловской и А.А. Томиловскому (1852 – ?).
В 1866 году за Марией Степановной Шотт в Гутко-Ожинке числилось 115 десятин земли, за крестьянами более 220 десятин, за Александрой Николаевной Томиловской – 227 десятин, а за наследниками Александра Александровича Томиловского – 376 десятин. В 1900 году большая часть земельных владений Александра Алексеевича Томиловского и его жены Александры Николаевны находилиась в собственности Анатолия Александровича Томиловского, владевшего в Гутко-Ожинке и других населённых пунктах Новгород-Северского уезда 341 десятинами земли.
Своей церкви в Гутко-Ожинке не было, а её православные верующие до 1863 года были приписаны к церкви Покрова Пресвятой Богородицы села Протопоповки, а с 1863 года – к Михайловской церкви села Жихово.
С 1897 года в Гутко-Ожинке функционировала школа грамоты, в которой 1 января 1899 года обучались 12 мальчиков и 1 девочка. Учителем в ней работал крестьянин Андрей Яковлевич Якушов, а законоучителем священник Михаил Иванович Ординский. Процент грамотности среди местных жителей был невысоким и в начале 1897 года составлял 12,3%.

## Происхождение названия
Первую часть своего названия Гутко-Ожинка позаимствовала от названия предприятия по производству стекла – Гута, а вторую от урочища Ожинки, на территории которой её поселили Юркевичи. За время своего существования Гутко-Ожинка неоднократно меняла своё название и в разных источниках называлась по-разному: дер. Гутка – 1765–1768, 1859 гг., дер. Гута – 1779–1781 гг., дер. Гутка Юркевичева – 1799–1801 гг., дер. Гутка (Ожинка) – 1913, 1917 гг. и т.д.